# Charles Batchelor

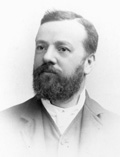
Charles Batchelor

Charles W. Batchelor (Londen, 25 december 1845 – 1 januari 1910) was een Brits uitvinder en naaste medewerker van de Amerikaanse uitvinder Thomas Edison gedurende een groot deel van Edisons carrière. Hij was betrokken bij sommige van de grootste uitvindingen en technologische ontwikkeling van die tijd.

## Biografie
Batchelor, geboren op eerste Kerstdag, groeide op in Manchester, destijds het hart van de Britse textielindustrie en het centrum van de industriële revolutie. In 1870 werd hij, in dienst van een fabrikant van textielmachines, naar de Verenigde Staten gezonden om in de textielfabriek van Clark Sewing Thread Mills te Newark (New Jersey) enkele machines te installeren. Hier kwam hij in contact met Edison, die destijds in Newark zijn werkplaatsen had.
Na beëindiging van zijn werkzaamheden, eind oktober 1871 ging Batchelor aan de slag in Edisons American Telegraph Works en vanaf de zomer van 1873 assisteerde hij Edison bij diens uitvindingen. Hun zakelijke relatie zou zo’n dertig jaar duren, waarbij hij Edison volgde naar Menlo Park en naar West Orange. Bij deze laatste hield hij toezicht op de constructie van de gebouwen.
Net als andere medewerkers van Edison, zoals Samuel Insull, John Kruesi, Francis R. Upton en Edward H. Johnson, investeerde ook Batchelor in vele Edison productiefabrieken. Te beginnen met de Edison Electric Light Company (1878), gevolgd door de Edison Lamp Company (1880) en de Edison Machine Works (1881), waarover hij van 1884 tot aan 1888 de leiding had. Later was hij Treasurer and General Manager van de General Electric Company, het conglomeraat waarin Edisons bedrijven in 1892 waren opgegaan.
Na zijn pensionering bij General Electric keerde Batchelor in 1899 terug bij Edison om hem te helpen met zijn slechtlopende ertsmijnbouw project. Na het mislukken van dit project, waar hij een groot deel van zijn eigen geld in had gestoken, verliet hij Edison definitief om ergens anders zijn geluk te proeven. Ten tijde van zijn overlijden op 54-jarige leeftijd was hij directeur van de Taylor Foundry Company.

## Werk
Samen met Edison werkte Batchelor aan telbare technologieën, waaronder telegrafie, telefonie, elektrische licht en de fonograaf. Als Edisons rechterhand testte, probeerde en verbeterde hij de modellen en apparaten die door Kruesli werden gebouwd. In 1873 noemde Edison hem zowel "Batch" als "hoofd experimenteel assistent".
Edison vertrouwde hem regelmatig de verantwoordelijkheid toe van speciale projecten overzee. In 1879 ging hij naar Londen toe om de technische werkzaamheden te overzien van de Edison Telephone Company in Groot-Brittannië, maar werd ziek en moest vroegtijdig terugkeren naar Menlo Park. Twee jaar later installeerde hij een model van een elektriciteitscentrale voor de Internationale Elektriciteitstentoonstelling in Parijs. Hij zou aansluitend drie jaar in deze stad verblijven als manager van de pas opgerichte Société Continental Edison, een organisatie die de patentrechten van Edisons uitvindingen in Europa beheerde.